# Alberto Urroz
Alberto Urroz (Pamplona, 1970) es un pianista español.
Graduado por el Real Conservatorio Superior de Música de Madrid en la cátedra de Joaquín Soriano, continúa su formación en la Academia de Música de la Universidad de Tel Aviv con Pnina Salzman y, becado por el Gobierno de Navarra, con Oxana Yablonskaya en Nueva York. Alberto Urroz es doctor "cum laude" y Premio Extraordinario de Doctorado (2017) por la Universidad Alfonso X el Sabio con la tesis "Optimización del proceso de enseñanza-aprendizaje de la técnica pianística: modelos para desarrollar la eficiencia en la interpretación de los estudios Op. 299 de C. Czerny (1791-1857)".
Urroz ofrece recitales en importantes auditorios y festivales de Europa, Asia y América como Carnegie Hall en Nueva York, Sejong Center en Seúl o el Festival Internacional de Santander y el Festival de Peralada en España. Desde 2004 es director artístico y fundador del Festival Internacional de Música de Mendigorría. Presidente de Epta (European Piano Teachers Association) en España desde 2018, Urroz es un valorado profesor de piano en la Facultad de Música de la Universidad Alfonso X el Sabio y en el Conservatorio Arturo Soria de Madrid. Profesor invitado en Festivales y Universidades de España, Portugal, Italia, Noruega, Estados Unidos y Corea del Sur. 
Alberto Urroz ha grabado para el sello IBS Classical obras de D. Scarlatti, Sánchez Allú, Albéniz, Granados, de Falla y Mompou.